# Операція «Тушонка»
«Операція „Тушонка“» («L'Opération Corned Beef») — французька кінокомедія 1991 року, знята режисером Жан-Марі Пуаре, з Крістіаном Клав'є і Жаном Рено у головних ролях.

## Сюжет
Капітан французької розвідки Філіп Бульєр повинен припинити канал постачання зброї з Франції великому торговцю зброєю, раніше колишньому міністрові внутрішніх справ Аргентини, полковнику Аугусто Саргасу, який проживає тепер у Колумбії. Для цього в кільце секретаря австрійського консула, пов'язаного з полковником, встановлюється засіб підслуховування. Але секретар збирається разом із чоловіком відзначити річницю їхнього весілля, тобто перериває спостереження. Для того, щоб секретарка залишалася на роботі, для компрометації чоловіка до нього в ліжко «впроваджується» дівчина-співробітниця спецслужб, яка виявляється дівчиною самого капітана.

## У ролях
- Крістіан Клав'є —Жан-Жак Граньянскі
- Жан Рено — Філіп Бульєр «Акула», капітан
- Ізабель Рено — Ізабель
- Валері Лемерсьє — Марі-Лоранс
- Жак Франсуа — генерал Масс
- Мірей Руфель — епізод
- Марк де Жонж — епізод
- Жак Дакмен — епізод
- Жак Сері — епізод
- Жан-Марі Корніль — епізод
- Раймон Жером — епізод
- Філіп Лауденбах — епізод
- Франсіс Коффіне — епізод
- Стефан Буше — епізод
- Жан-П'єр Кламі — епізод
- Марі-Лоранс — епізод
- Франциско Маурі — епізод
- Томаш Ліл — епізод
- Андалус Расселл — епізод
- Ігор Секулич — епізод
- Марк Анрі — епізод
- Максимільєн Реджані — епізод
- Віктор Вагнер — епізод
- Жан-П'єр Море — епізод
- Дімітрі Ружель — епізод
- Ів Барсак — епізод

## Знімальна група
- Режисер — Жан-Марі Пуаре
- Сценаристи — Крістіан Клав'є, Жан-Марі Пуаре
- Оператор — Жан-Ів Ле Мене
- Композитор — Ерік Леві
- Художник — Юг Тіссандьє
- Продюсер — Ален Терзіан